# Hewitt (Teksas)
Hewitt – miasto w Stanach Zjednoczonych, w stanie Teksas, w hrabstwie McLennan.

## Demografia
Według przeprowadzonego przez United States Census Bureau spisu powszechnego w 2010 miasto liczyło 13 549 mieszkańców, co oznacza wzrost o 22,2% w porównaniu do roku 2000. Natomiast skład etniczny w mieście wyglądał następująco: Biali 80,7%, Afroamerykanie 8,5%, Azjaci 3,2%, pozostali 7,6%.